# Tomáš Vosolsobě
Tomáš Vosolsobě (* 7. März 1937 in Prag; † 10. Januar 2011 in Slaný) war ein tschechischer Maler, Gelegenheitsfotograf und Philatelist.

## Biographie

### Familie und Kindheit
Tomáš Vosolsobě wurde in Prag als einziger Sohn von Ladislav und Marie Vosolsobě geboren. Sein Vater arbeitete in einer Bank, später leitete er Industrieunternehmen, die die Bank betrieb. Aufgrund des häufigen Wechsels seines Arbeitsplatzes zog die Familie mehrmals um. Im Jahre 1947 ließ sich Tomáš Vosolsobě mit seinen Eltern in Uhříněves bei Prag nieder, wo sein Vater Direktor der Ziegelfabrik wurde. An dieser Adresse wohnte Tomáš Vosolsobě bis zum Jahre 1982. Die Kunst war ein selbstverständlicher Teil der Familie Vosolsobě; das Interesse für sie weckte bei ihm aber insbesondere der von dem akademischen Maler Jan Fořt geleitete Kunstkurs, den er während der Grundschule besuchte.

### Studium
Ab 1952 studierte Tomáš Vosolsobě an der Schule für angewandte Kunst in Prag, wo er Schüler in der Klasse von Demeter Livora war. Nach der Reorganisation der Schule im Jahre 1954 wurde er Schüler der Schule der bildenden Künste in Prag am Platz Hollarovo náměstí, wo er im dritten Jahrgang von  Karel Tondl und im vierten Jahrgang von  Karel Müller im Zeichnen und Malen unterrichtet wurde. Nach dem Abitur im Jahre 1956 wurde er zum Studium an der Akademie der bildenden Künste in Prag aufgenommen. Zuerst studierte er im Atelier für Figur- und Porträtmalerei bei  Vladimír Sychra, ab dem dritten Jahrgang im Atelier von Vlastimil Rada und ab Sommersemester bei  Karel Souček, bei dem er im Jahre 1962 das Studium mit einem Ehrenjahr abschloss.

### Jahre 1963–1970
Nach Abschluss des Studiums an der Akademie der Bildenden Künste in Prag arbeitete er als Berufskünstler, er war auch als Filmeschaffender und Werbegraphiker tätig. Im Laufe des Studiums machte sich Tomáš Vosolsobě mit der abstrakten Malerei bekannt, obwohl sich in den 1950er Jahren die Doktrin des sozialistischen Realismus durchsetzte und eine Annäherung an die zeitgenössische Kunst sehr schwer war. Stark beeinflusste Tomáš Vosolsobě ein Artikel des tschechischen Kunstkritikers und Kunsttheoretikers Jiří Padrta, der in der Revue Bildende Kunst im Jahre 1957 veröffentlicht wurde und das damalige Geschehen in der Kunstszene Westeuropas und Amerikas behandelte. Tomáš Vosolsobě schloss sich zu keiner der entstehenden unformalen Kunstgruppen an. In dieser Zeit experimentierte er und suchte nach einem eigenen Weg. Er setzte sich mit der Problematik der informellen Kunst auseinander, experimentierte mit Gießen und Spritzen von Tusche auf das Papier. In seinen Bildern traten Motive von Königen und Pfeifern aus den Spielkarten, Hunden, abstrakten Landschaften und Frauenfiguren auf. Ein wesentlicher Bestandteil seiner Werke wurde die Technik des Dekalkes, des seitenverkehrten symmetrischen Abklatsches, der ihn bereits in seinen künstlerischen Anfängen animierte und den er weiterentwickelte. Er arbeitete mit Tusche, Aquarell- und Guachefarben. Ab Mitte der 1960er Jahre erschienen in seinen Bildern auch konkrete Objekte – Papiere, Münzen, Metall- und Holzplättchen.
Im Jahre 1964 hatte Tomáš Vosolsobě seine erste Einzelausstellung im Klub Mánes in Prag. Er nahm an den Vorschauen der jungen Künstler in den Jahren 1965, 1966 und 1967 in Prag und Brünn teil, die seiner Generation einzigartige Gelegenheiten der künstlerischen Konfrontation boten – die Ausstellung der Jungen 65 in ÚLUV in Prag, die Ausstellung der Jungen in der Mährischen (Moravská) Galerie in Brünn und die Ausstellung Neue Namen in der Galerie Václav Špála in Prag.
Tomáš Vosolsobě war auch leidenschaftlicher Philatelist, insbesondere mit der Aerophilatelie beschäftigte er sich sehr. Außerdem widmete er sich der Plakatkunst, als Autor und Illustrator machte er in den Publikationen Gotische Kunst (Umění gotické) und Kunst der Renaissance (Umění renesance) auf sich aufmerksam, die der tschechische Staatsverlag des Kinderbuches im Jahre 1966 herausgab. 
Sehr nah stand ihm der Filmbereich, er war mit den tschechischen Regisseuren Karel Vachek und Jiří Menzel sowie mit dem Kameramann Jozef Ort-Šnep befreundet. Er beteiligte sich an der Entstehung der Dokumentarfilme Gespräche über die Landschaft (Hovory o krajině) (1969) und Die Skulpturen von Vladimír Preclík (Vladimíra Preclíka sochy) (1970) für den Kurzfilm Prag. 
Am Ende der 1960er Jahre schloss sich eine weitere Etappe seines künstlerischen Lebens an – die Etappe des Lernens, Experimentierens und der Suche nach einem eigenen Stil.

### 1970er Jahre
In den 1970er Jahren war in der tschechoslowakischen Kulturszene für Künstler wie Tomáš Vosolsobě kein Platz – für einen Individualisten, der auf seinem künstlerischen Ausdruck bestand und an seiner festen Lebenseinstellung festhielt. Aufgrund der Illoyalität zum kommunistischen Regime war Tomáš Vosolsobě nicht Teil der  Kunstelite. Der Angelpunkt wurde für ihn die Zusammenarbeit mit dem Postmuseum in Prag, die bereits Ende der 1960er Jahre begann, als er das künstlerische Konzept der philatelistischen Exposition im Rahmen der Weltpostausstellung Praga 1968 ausarbeitete. Sukzessive wurde Tomáš Vosolsobě mit der Fotodokumentation der Sammelobjekte und des Postbetriebs beauftragt. Ein Höhepunkt seiner fotografischen Tätigkeit wurden die Porträts aus den Jahren 1977 bis 1979, die die an der Gestaltung von Briefmarken beteiligten Künstler und Radierer zeigten – František Gross, Zdeněk Sklenář, Josef Liesler und Kamil Lhoták. Die schwierige Situation führte 1982 zu seiner Ausreise in die Schweiz.

### Schweizerische Periode
In die Schweiz zog Tomáš Vosolsobě mit seiner Ehefrau Rita, die aus dem schweizerischen Zürich stammte. Zuerst lebten sie in Schliern bei Köniz im Kanton Bern und ab 1986 in Zürich. Er kehrte zum freien Schaffen, zum Abklatsch und der Achsensymmetrie zurück. Zuerst arbeitete er vor allem mit Gouache-Farben, später benutzte er Acrylharze auf Pavatex. Die Farben wurden intensiver. Als Reaktion auf seine Umgebung, in der er sich bewegte, wurden seine Bilder von einem sehr klaren Kolorit und von Kontrasten der Reinfarben (Rot, Grün, Gelb, Blau) beherrscht. Der klare Himmel, Farbkontraste und die Farbigkeit der südlichen Länder – Italien und Spanien, die er regelmäßig besuchte – inspirierten ihn. Seine Bilder wurden von Erfahrungen und realen Situationen beeinflusst, wie zum Beispiel von Rücklichtern der auf der Autobahn fahrenden Autos, aber auch von der Symmetrie der Barockgebäude. Er stellte vor allem in der Schweiz, aber auch in Deutschland und Italien aus, an der Realisierung der Ausstellungen beteiligte er sich auch organisatorisch. 
Ab 1992 besuchte er sporadisch die Tschechische Republik. Im Jahre 1993 präsentierte er seine Zeichnungen und Bilder im Postmuseum in Prag – in seiner ersten Ausstellung in Tschechien nach der Ausreise in die Schweiz. Zu der Ausstellung entwarf er sowohl einen Sonderstempel als auch einen Postkartenaufdruck. Einen Querschnitt seines Werkes stellten in den folgenden Jahren tschechische Museen und Galerien vor.

### Rückkehr in die Tschechische Republik
Im Jahre 2000 kehrte er für immer in die Tschechische Republik zurück und ließ sich zusammen mit seiner Ehefrau in der mittelböhmischen Stadt Velvary nieder. Tomáš Vosolsobě widmete sich in Velvary hauptsächlich dem Ordnen und Präsentieren seines Lebenswerkes. Seine Bilder und Zeichnungen wurden im Rahmen von Einzel- und Kollektivausstellungen in einer Reihe tschechischer Museen und Galerien ausgestellt. Anfang des Jahres 2011 starb Tomáš Vosolsobě kurz vor seinem 74. Geburtstag und wurde auf dem Friedhof in Velvary bestattet. Im Jahre 2012 wurde eine gültige Briefmarke mit dem Motiv einer Zeichnung von Tomáš Vosolsobě herausgegeben.
Sein künstlerischer Stil war sehr persönlich und seine Werke reagierten stets auf den Wandel der Zeit. Er war Vertreter der informellen Kunst, in seinen bildenden Werken entwickelte er das Thema der Symmetrie und einen wesentlichen Teil seiner Werke widmete er den Farbkontrasten. Er war Mitglied des Verbandes tschechoslowakischer bildender Künstler, der Union der bildenden Künstler der Tschechischen Republik und des Mittelböhmischen Verbandes der Künstler. Seine Bilder stellte er in einer Reihe von Einzel- sowie Kollektivausstellungen aus.